# ゴメス (バンド)
ゴメス（Gomez）は、イングランドのマージーサイド・サウスポート出身のインディー・ロック・バンド。
3人のボーカリストと4人のソングライターを擁し、ルーツ・ミュージックに強い影響を受けつつもポップなメロディとサイケデリックやエクスペリメンタルの要素も内包したサウンドがバンドの特徴となっている。

## 略歴
1997年結成。ヴァージン・レコード傘下のインディー・レーベル、ハット・レコーディングス (Hut Recordings) と契約を結び、1998年にアルバム『ブリング・イット・オン』でデビュー。同アルバムがマーキュリー賞を受賞したことで一躍注目を集めることとなった。
2004年、4枚目のアルバム『スプリット・ザ・ディファレンス』リリース後に所属していたハット・レーベルが閉鎖。バンドはデイヴ・マシューズらが設立したアメリカのATOレコードに移籍し、以後は活動の軸足をアメリカに移した。
2009年、イアン・ボールとオリー・ピーコックが、プロジェクト「オペレーション・アロハ (Operation Aloha)」に参加。マルーン5のジェイムス・バレンタインとジェシー・カーマイケル、ファントム・プラネットのサム・ファーラーら14名のミュージシャンによって、ハワイのマウイで制作されたアルバム『Operation Aloha』がリリースされた。

## メンバー

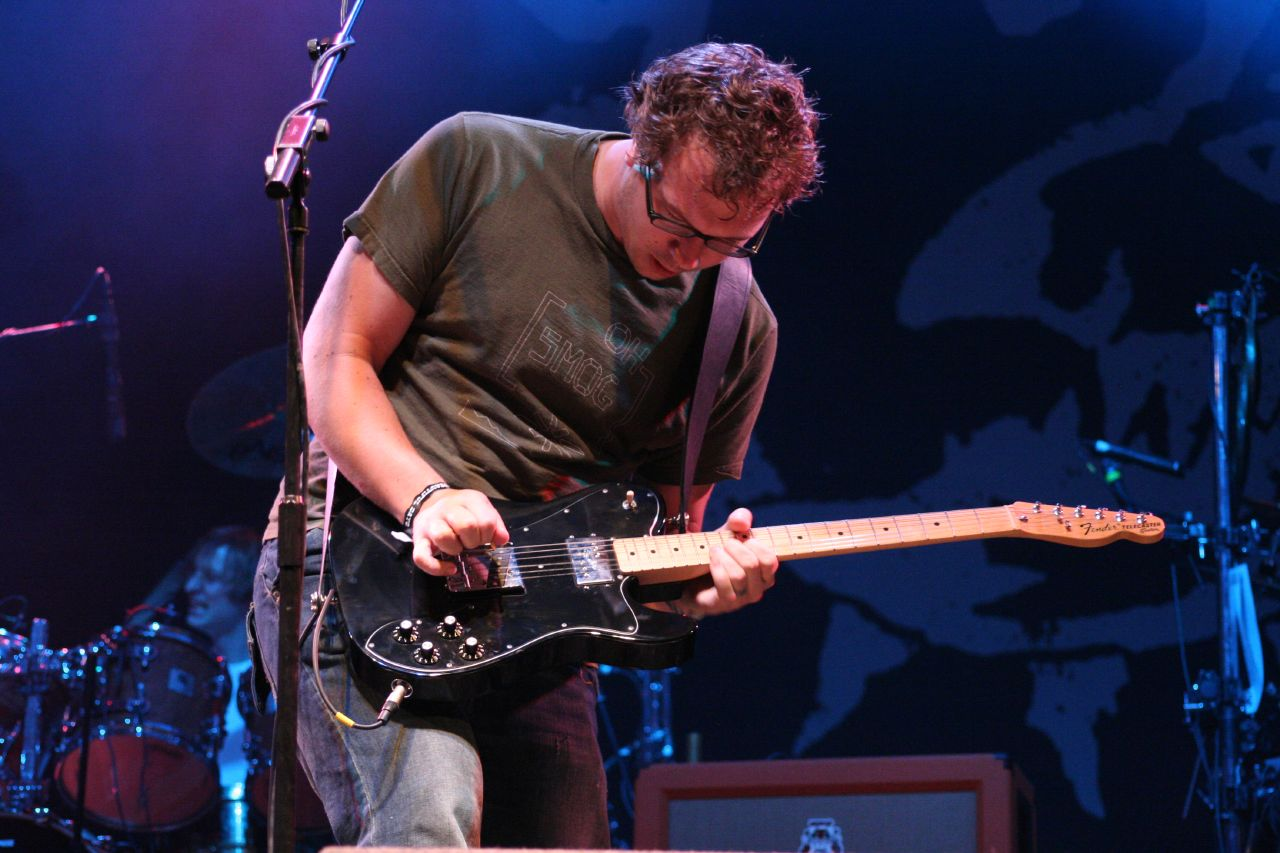
ベン・オットウェル（2006年8月、デヴォン、Beautiful Days Festivalより）

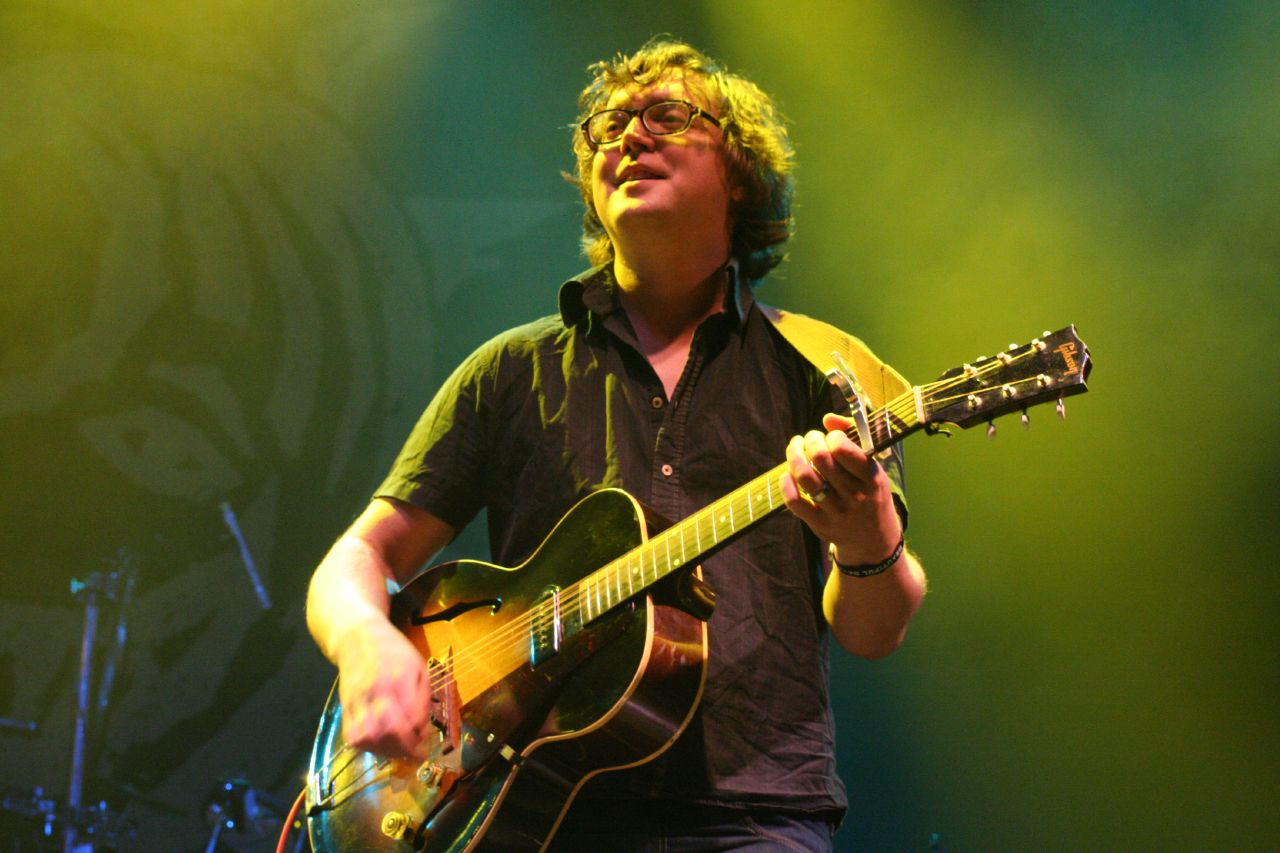
トム・グレイ（2006年8月、デヴォン、Beautiful Days Festivalより）

- イアン・ボール (Ian Ball) - ボーカル、ギター

アメリカ・ロサンゼルス在住。2007年にソロ・アルバム『Who Goes There』、2013年に『Unfold Yourself』を発表。
- ベン・オットウェル (Ben Ottewell) - ボーカル、ギター

イギリス・ブライトン在住。2011年にソロ・アルバム『Shapes & Shadows』、2014年に『Rattlebag』を発表。
- トム・グレイ (Tom Gray) - ボーカル、ギター、キーボード

イギリス・ブライトン在住。
- ポール・ブラックバーン (Paul Blackburn) - ベース

イギリス・ブライトン在住。
- オリー・ピーコック (Olly Peacock) - ドラム、シンセサイザー、コンピュータ

アメリカ・ブルックリン在住。

## ディスコグラフィ

### スタジオ・アルバム
- 『ブリング・イット・オン』 - Bring It On (1998年、Hut/Virgin) ※全英11位[1]
- 『リキッド・スキン』 - Liquid Skin (1999年、Hut/Virgin) ※全英2位
- 『イン・アワ・ガン』 - In Our Gun (2002年、Hut/Virgin) ※全英8位
- 『スプリット・ザ・ディファレンス』 - Split the Difference (2004年、Hut/Virgin) ※全英35位、全米191位[2]
- How We Operate (2006年、ATO/Independiente) ※全英69位、全米106位
- A New Tide (2009年、ATO/Eat Sleep) ※全英63位、全米60位
- Whatever's on Your Mind (2011年、ATO/Eat Sleep) ※全英65位、全米135位

### ライブ・アルバム
- Out West (2005年、Independiente/ATO/Sony BMG) ※全英145位。アメリカ、カリフォルニア州サンフランシスコの音楽会場ザ・フィルモアで収録

### コンピレーション・アルバム
- 『アバンダンド・ショッピング・トロリー・ホットライン』 - Abandoned Shopping Trolley Hotline (2000年、Hut/Virgin) ※全英10位。BBC Radio 1のスタジオ・セッションを含む未発表音源集
- Five Men in a Hut: A's, B's and Rarities 1998–2004 (2006年、Hut/Virgin) ※ヴァージン・レコードに所属していた1998年から2004年までのベスト盤